# Beppe Niccolai
Beppe Niccolai, all'anagrafe Giuseppe Niccolai (Pisa, 26 novembre 1920 – Pisa, 31 ottobre 1989), è stato un politico italiano.
(Vito Errico, da "Tabularasa", anno IV, n° 4)

## Biografia
Laureato in giurisprudenza . Militò nelle organizzazioni giovanili fasciste, e fu volontario di guerra nella seconda guerra mondiale in Africa Settentrionale.
Catturato dagli inglesi, venne tenuto prigioniero nel Fascist's criminal camp di Hereford, nel Texas, fino al 1946, quando fu liberato a seguito dell'amnistia Togliatti.

## Carriera politica
Fu Consigliere per il MSI al Consiglio comunale di Pisa ininterrottamente dal 1951 al 1980.
Fu anche consigliere per il MSI al Consiglio provinciale di Pisa dal 6 novembre 1960 al 27 gennaio 1969 e dal 7 giugno 1970 al 20 dicembre 1972.
Eletto alla Camera dei Deputati nel collegio di Pisa nelle file del Movimento Sociale Italiano, fu proclamato deputato della V Legislatura il 28 maggio 1968.
Iscritto al gruppo parlamentare del Movimento Sociale Italiano dal 18 giugno 1968 al 24 maggio 1972.
Come anima di sinistra nazionale del partito, ne criticò aspramente la svolta filoatlantica e filomonarchica, lottando per la realizzazione di un programma socialista nazionale.
Fu componente della VII Commissione (Difesa) dal 12 ottobre 1970 al 24 maggio 1972 e della X Commissione (Lavori Pubblici) dal 10 luglio 1968 al 12 ottobre 1970.
Rieletto nella VI Legislatura, fu componente della Commissione (Difesa) dal 25 maggio 1972 al 4 luglio e della Commissione parlamentare Antimafia dal 28 luglio 1972 al 23 gennaio 1973 e dal 22 febbraio 1973 al 4 luglio 1976 . Leonardo Sciascia, intervistato dalla Tv francese, dichiarò che la relazione di minoranza presentata in Commissione Antimafia da Beppe Niccolai "era una cosa seria". Non si volle ricandidare alla Camera nel 1976.
Fu eletto membro della Direzione nazionale del MSI-DN nel novembre 1970 (IX Congresso - Roma), gennaio 1973 (X Congresso - Roma), gennaio 1977 (XI Congresso - Roma), ottobre 1979 (XII Congresso - Napoli), febbraio 1982 (XIII Congresso - Roma), dicembre 1984 (XIV Congresso - Roma), dicembre 1987 (XV Congresso - Sorrento). Dagli anni ottanta fu un avversario interno di Almirante, e promotore di una componente interna "social nazionale" del Msi denominata "Segnali di Vita", che nel 1987 divenne, insieme a Domenico Mennitti, "Proposta Italia".